# 청년 핀란드인당
청년 핀란드인당(핀란드어: Nuorsuomalainen Puolue 누오르수오말라이넨 푸올루에[*])은 핀란드 대공국의 정당이었다.
1870년대 사회의 "위로부터의 개혁"을 시도하던 사람들이 1894년 정당을 이루어 형성되었다. 러시아 제국 치하였던 핀란드 대공국의 개혁을 추구하는 방향성에 있어서 핀란드인당과 방향을 달리하면서 차별화하는 의미에서 "청년 핀란드인당"이 되었다.
1907년 러시아화 정책에 대한 반발운동의 결과 의회민주주의와 남녀평등 보통선거가 도입되면서 청년 핀란드인당은 최초의 핀란드 의회에 중도우파 정당으로 입성했다. 그러나 이미 19세기부터 노선을 두고 당내는 두 파벌로 분열되어 있었다. 한쪽은 카를로 유호 스톨베리가 이끄는 "참새파"로 사회자유주의적 개혁을 꾀한 상대적 진보파이며 공화파였고, 다른 한쪽은 페르 에빈드 스빈후부드와 요나스 카스트렌이 이끄는 "제비파"로 상대적 보수파이며 입헌군주파였다. 1918년 핀란드 내전을 거치면서 독일의 영향력이 커지자 프리드리히 카를 폰 헤센 공자(독일 황제 빌헬름 2세의 매제)를 국왕으로 추대하려 한 제비파가 당내 패권을 장악했다.
1918년 말 독일 제국이 1차 대전에서 패망하자 청년 핀란드인당의 양 계파는 결국 분당되었다. 독일 패망 전과는 상황이 반대가 되어 스톨베리를 따르는 참새파가 다수가 되어 자유주의-공화주의 정당 국민진보당을 만들었고, 소수파가 된 스빈후부드 등은 핀란드인당과 함께 보수주의-군주주의 정당 국민연합당을 만들었다. 뒤이은 독립 핀란드의 국체를 공화국으로 할 것인지 군주국으로 할 것인지 논쟁에서 공화파가 승리를 거두었고, 스톨베리가 핀란드 공화국의 초대 대통령으로 선출되었다.

## 선거 내역
| 의회선거 | 의회선거 | 의회선거 | 의회선거 | 의회선거 |
| 선거     | 득표수   | 득표율   | 의석     | 증감     |
| -------- | -------- | -------- | -------- | -------- |
| 1907년   | 121,604  | 13,65%   | 26 / 200 |          |
| 1908년   | 115,201  | 14,23%   | 26 / 200 | 0        |
| 1909년   | 122,770  | 14,50%   | 29 / 200 | 3        |
| 1910년   | 114,291  | 14,44%   | 28 / 200 | 1        |
| 1911년   | 119,361  | 14,88%   | 28 / 200 | 0        |
| 1913년   | 102,313  | 14,13%   | 29 / 200 | 1        |
| 1916년   | 99,419   | 12,50%   | 23 / 200 | 6        |
| 1917년   | ?        | ?        | 24 / 200 | 1        |

## 같이 보기
- 자유주의
- 자유민주주의

## 참고 문헌
- Vesa Vares (2000): Varpuset ja pääskyt. Nuorsuomalaisuus ja Nuorsuomalainen puolue 1870-luvulta vuoteen 1918. ISBN 951-746-161-5